# Incydent w Tak Bai
Incydent w Tak Bai – wydarzenie, które miało miejsce w Tajlandii w mieście Tak Bai 25 października 2004 roku, w wyniku którego zginęło ok. 85 osób.

## Tło wydarzeń
Po aresztowaniu sześciu mężczyzn przez policję, została zorganizowana demonstracja przeciwko bezprawnemu zatrzymaniu, żadająca ich uwolnienia. Demonstracja przerodziła się w zamieszki. Posterunek policji został obrzucony kamieniami, a siły porządkowe w odpowiedzi użyły broni palnej i gazu łzawiącego. Aresztowano kilkuset demonstrantów, którym zdjęto koszulki i związano nimi ręce na plecach. Sceny te zostały zarejestrowane kamerą wideo.
Po kilku godzinach aresztowanych wsadzono do ciężarówek wojskowych, które miały ich zawieść do bazy wojskowej w prowincji Pattani. Więźniowie zostali ułożeni na podłodze ciężarówki po 5–6 osób, co po trzygodzinnej podróży spowodowało u nich stan podduszenia lub uduszenia.
Według raportu siedem osób zginęło od ran postrzałowych, a pozostali umarli w wyniku uduszenia lub pobicia.
Incydent wywołał burzę protestów w Tajlandii. Premier kraju, Thaksin Shinawatra, bronił działania wojska, a według niego mężczyźni zginęli z powodu osłabienia spowodowanego postnym miesiącem Ramadan. Żaden wojskowy uczestniczący w aresztowaniach nie został pociągnięty do odpowiedzialności za śmierć demonstrantów. 2 listopada 2006 roku nowy premier Tajlandii Surayud Chulanont przeprosił za incydent w Tak Bai.